# Pneumocystis jirovecii
Pneumocystis jirovecii (Frenkel, National Cancer Institute Monograph 43: 16 (1976)) è un fungo patogeno opportunista nell'uomo, precedentemente noto come P. carinii. Era considerato un protozoo a causa della suscettibilità a pentamidina e al trimetoprim - sulfametossazolo; tecniche di ingegneria genetica hanno dimostrato l'appartenenza del patogeno al regno dei miceti.
Nei tessuti si ritrovano: trofozoita di 1,5 - 5 µm e cisti (contenenti 8 trofozoiti) di 5 µm.

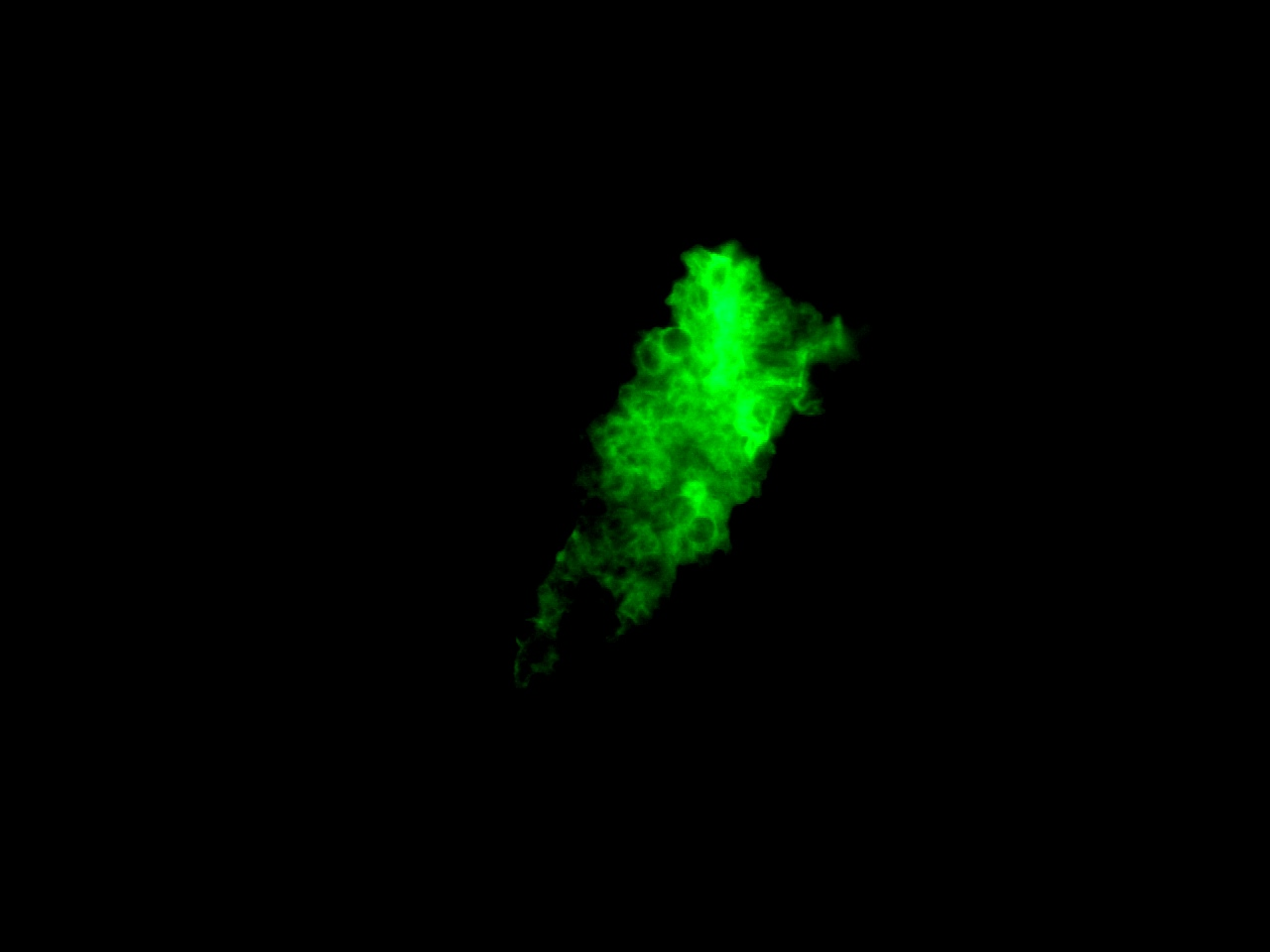
Immagine al microscopio di Pneumocystis jirovecii

Il fungo è stato così chiamato in onore dell'accademico ceco Otto Jírovec. 

## Patogenesi
P. jirovecii non è in grado di stabilire infezioni gravi nell'individuo immunocompetente. Tuttavia è un forte patogeno negli individui con un deficit dell'immunità cellulo-mediata, come i malati di AIDS.
Prolifera (resistendo al killing dei macrofagi) nell'epitelio polmonare dopo adesione specifica alle cellule di bronchi ed alveoli, provocando quadri flogistici locali e disseminazione.

## Epidemiologia
La polmonite da Pneumocystis jirovecii è una malattia che colpisce solo soggetti immunocompromessi ed è considerata una spia patognomonica dell'AIDS.
Il serbatoio è sconosciuto anche se è stata documentata una trasmissione da uomo a uomo. 
I casi registrati sono in netta diminuzione dopo l'introduzione dell'HAART, la terapia anti-retrovirale altamente attiva utilizzata nei malati di AIDS.

## Profilo clinico
Il quadro è molto grave caratterizzato da una polmonite interstiziale con infiltrato mononucleare, soprattutto di plasmacellule. 
La manifestazione acuta è preceduta da 
- Dispnea
- Tosse non produttiva
- Cianosi
- Febbre

Il quadro clinico evolve verso un danno alveolare diffuso con infiammazione granulomatosa e necrosi infartuale. Il tasso di mortalità, anche nei pazienti trattati, è elevatissimo.

## Profilo diagnostico
Non è utilizzata la biopsia, poiché il lavaggio tracheo-bronchiale è sufficiente ad identificare le cisti ed i trofozoiti.
Il materiale prelevato deve essere posto su vetrino e colorato con la colorazione di Gomori per l'identificazione delle cisti o con colorazione di Giemsa per l'identificazione dei trofozoiti.
La diagnosi si completa tramite radiografia del torace, mostrante polmonite interstiziale, e riscontro di positività per il virus HIV.

## Terapia, prevenzione e controllo
Non sono note misure preventive. Si deve sempre considerare che i pazienti con polmonite da P. jirovecii sono immunodepressi e devono essere trattati con opportune terapie di supporto. Il riscontro di polmonite da P. jirovecii è sempre da connettere con l'AIDS.
La terapia diretta si avvale dell'uso di cotrimossazolo (trimetoprim-sulfametossazolo) per tutta la durata della vita.

## Immagini correlate

Rx torace di un paziente affetto da P. jirovecii
Cisti tissutali raccolte dal lavaggio bronchiale